# Quận St. John the Baptist, Louisiana
St. John the Baptist là một quận thuộc bang Louisiana, Hoa Kỳ. Theo ước tính năm 2009, dân số quận này là 47086 người, mật độ 85 người/km².

## Dân số
Biến động dân số qua các từ 1900-2010: